# Zespół Jacksona
Zespół Jacksona – pniowy zespół naprzemienny występujący po uszkodzeniu pnia mózgu na poziomie rdzenia przedłużonego, podczas którego dochodzi do zniszczenia struktur przyśrodkowej części opuszki, gdzie zlokalizowane jest jądro nerwu podjęzykowego. Objawia się porażeniem mięśni języka po stronie uszkodzenia oraz przeciwstronnym niedowładem połowiczym.